# Salt och Peppar
Salt och Peppar (Salt and Pepper) var en svensk musikgrupp som bildades 1969 och upphörde 1972. Gruppen var en supergrupp som förutom framträdanden i Sverige turnerade i England, USA och Mexiko.
1970 spelade de in en rosad live-LP på inneklubben Alexandra i Stockholm, på Bengt Palmers skivbolag Blueberry Records. Salt och Peppar var det första bandet som låg under EMA - tidigare Stockholms Konsertbyrå. Deras musik var inspirerad av funk och soul och hade influenser från grupper som Chicago och Blood, Sweat & Tears. Gruppen gjorde två svenska plattor och hade två låtar som låg på listorna, dessa var Vinden ger svar och Runt hela vår värld.
Salt och Peppar medverkade i 10 direktsända TV-program under åren, däribland Hylands hörna 1970. Delar av Salt och Peppar var också med i husbandet i Opp o Poppa från Skansen.
Medlemmar i gruppen var Michael Johansson, Lasse Westmann, Mats Westman, Lasse Sandborg, Stefan Möller, Leif Rundqvist, Benny Svensson, Gunnar Marin, Frank Corvini och Ole Olsen. Lasse Westmann var sångare under gruppens turné i Mexiko 1971.